# Dąbrówka harcownica
Dąbrówka harcownica (Drymonia velitaris) – gatunek motyla z rodziny garbatkowatych. Zamieszkuje zachodnią Eurazję. Gąsienice żerują na dębach, rzadko na bukach lub topolach. Osobniki dorosłe są aktywne nocą.

## Taksonomia
Gatunek ten opisany został po raz pierwszy w 1766 roku przez Johanna Siegfrieda Hufnagela pod nazwą Bombyx velitaris. Jako miejsce typowe wskazano okolice Berlina.

## Morfologia

### Owad dorosły

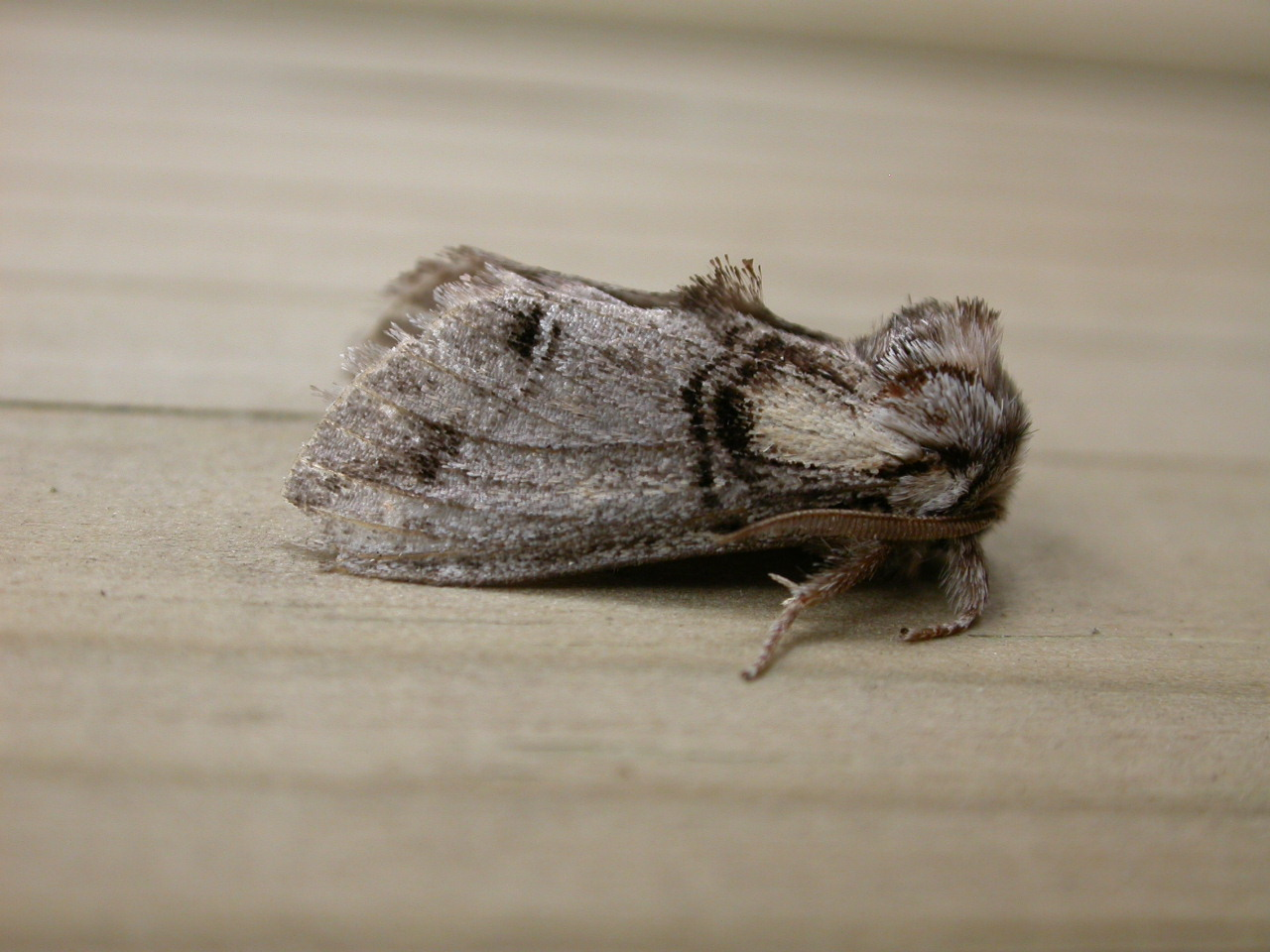
Imago w spoczynku

Motyl o stosunkowo smukłej budowie, jak na przedstawiciela rodziny, ciele i rozpiętości skrzydeł sięgającej od 35 do 40 mm. Głowa jest zaopatrzona w nieowłosione oczy złożone, przyoczka i uwstecznioną ssawkę. Czułki osiągają niemal długość przedniego skrzydła i wykazują dymorfizm płciowy w budowie, będąc piłkowanymi u samicy, zaś grzebykowatymi u samca. Szeroki tułów porasta gęste owłosienie. Skrzydło przedniej pary osiąga od 17 do 19 mm długości i ma brązowoszare lub brunatnoszare tło z żółtawym rozjaśnieniem w tylnej części pola nasadowego. Przepaski poprzeczne są jasne z czarnym obrzeżeniem; wewnętrzna z nich jest silnie łukowato wygięta ku środkowi skrzydła i pozbawiona ząbkowania, co odróżnia ten gatunek od podobnej dąbrówki megalony. Przepaska zewnętrzna formuje ząbkowaty szereg półksiężycowatych plamek. U szczytu skrzydła leży żółtoszara plama o trójkątnym kształcie. Na tylnej krawędzi przedniego skrzydła leży wyraźny ząb z włosowatych łusek. Zaokrąglone skrzydło tylne jest brunatne z jaśniejszą pręgą przez środek.

### Stadia rozwojowe
Jaja są półkuliste, o wysokości między 0,5 a 0,85 mm. Są w większości brudnobiałe z cienkim, przejrzysto-białym chorionem, z wiekiem ciemniejące. Nie są przykrywane łuskami z odwłoka samicy. Powierzchnia chorionu podzielona jest na komórki. Większa część jaja ma żeberka umiarkowanie wąskie, węższe niż na powierzchni mikropylowej i nie węższe niż aeropyle lub występują na niej tylko aeropyle, a żeberek brak całkowicie. Gąsienica opuszcza jajo wygryzając owalny otwór w jego bocznej części.
Gąsienica charakteryzuje się ubarwieniem zielonym z parą rdzawopomarańczowych prążków biegnących bokami ciała.

## Ekologia i występowanie
Owad ten zasiedla dąbrowy, zwłaszcza świetliste, leśne polany i ciepłolubne zarośla z udziałem dębów. Gąsienice są foliofagami żerującymi na liściach dębów, a rzadko buków lub topól. Preferują drzewa młode. Okres lotu motyli trwa od maja do czerwca, zaś okres żerowania gąsienic od lipca do września. Zimowanie odbywa się w stadium poczwarki. Owady dorosłe nie pobierają pokarmu i są aktywne nocą. Chętnie przylatują do sztucznych źródeł światła.
Gatunek palearktyczny. W Europie znany jest z Portugalii, Hiszpanii, Francji, Belgii, Luksemburgu, Holandii, Niemiec, Szwajcarii, Austrii, Włoch, Polski, Czech, Słowacji, Węgier, Rumunii, Bułgarii, Bośni i Hercegowiny, Serbii, Czarnogóry, Grecji oraz europejskich części Rosji i Turcji. Poza tym zamieszkuje Kaukaz i Zakaukazie, w tym Armenię. W Polsce jest gatunkiem rzadkim, lokalnym, znajdywanym pojedynczo. Na Czerwonej liście zwierząt ginących i zagrożonych w Polsce umieszczony został ze statusem gatunku bliskiego zagrożenia (NT). Z kolei na „Czerwonej liście gatunków zagrożonych Republiki Czeskiej” sklasyfikowany jest jako gatunek krytycznie zagrożony wyginięciem (CR). 